# امباهیکلی
امباهیکلی (به لاتین: Ambahikily) یک سکونتگاه مسکونی در ماداگاسکار است که در آتسیمو-آندرفانا واقع شده‌است.

## خصوصیات
امباهیکلی ۳۵٬۰۰۰ نفر جمعیت دارد و ۱۹ متر بالاتر از سطح دریا واقع شده‌است.